# Давид Рене Джеймс де Ротшильд
Давид Рене Джеймс де Ротшильд (фр. David René James de Rothschild; 15 грудня 1942, Нью-Йорк, США) — представник всесвітньо відомої династії французьких банкірів єврейського походження Ротшильдів, син барона Гі де Ротшильда і його першої дружини, яка є також дальньою кузиною баронеси Аліси де Коромла (1911—1982).

## Ранні роки та сімейне життя
Давид де Ротшильд народився в США, куди його батьки втекли з Франції після окупації її частини військами нацистської Німеччини. Мати Давида залишилася з ним у Нью-Йорку, а батько барон Гі де Ротшильд вирушив до Англії, де вступив у національно-визвольний рух Вільна Франція, очолювана майбутнім президентом Франції генералом де Голлем.
Після звільнення Франції сім'я молодого Давида де Ротшильда повернулася в рідний Париж, після чого батьки Давида де Ротшильда оформили давно задумане розлучення.
У 1974 році Давид де Ротшильд одружився з Олімпією Альдобрандіні (нар. 1955), представницею «чорної знаті». У подружжя народилися 4 дітей: Лавінія (нар. 1976), Стефанія (нар. 1977), Олександр (нар. 1980) і Луїза (нар. 1989). Шлюб з Олімпією, яка є прихильницею католицизму, поклав край традиції, згідно з якою Ротшильди раніше вступали в шлюб тільки з юдейками. А проте, син Давида де Ротшильда Олександр виховується у традиціях юдаїзму, бо бабуся Олімпії де Ротшильд єврейка.
Сім'я Давида де Ротшильда живе в Нормандії в належному їм замку Ре, який знаходиться за 125 км від Парижа. Протягом 18 років Давид де Ротшильд був мером розташованого поруч села Ре, в якому на 2004 рік проживало 322 жителі.

## Освіта і кар'єра
У 1966 році барон Давид де Ротшильд закінчив Паризький політологічний інститут і став до роботи в міжнародній гірничодобувній компанії, що належала родині, після чого перейшов на практику в сімейний банк «Rothschild Frères». Після того як у 1967 році французький уряд, очолюваний Жоржем Помпіду (який був у 1956-1962 роках генеральним керівником банку «Rothschild Frères»), провів реформування банківської діяльності, що припинило можливість законного поділу між інвестиційними і ощадними банками, банк «Rothschild Frères» було перетворено в товариство з обмеженою відповідальністю «Banque Rothschild».
Глава банку Гі де Ротшильд був агресивним гравцем на ринку і намагався розширити вплив сім'ї в гірничодобувній і нафтовій галузях, що викликало негативну реакцію влади. Після перемоги у 1981 році на виборах президента Франції соціаліста Франсуа Міттерана, влада націоналізувала найбільші компанії і банки країни, включаючи промислові та фінансові активи сім'ї Ротшильдів. Розлючений 72-річний барон Гі де Ротшильд покинув Францію і знову осів у Нью-Йорку, де займався куди меншим за масштабами бізнесом.
У 1986 році, коли соціалісти перейшли в опозицію, у сімейства Ротшильдів з'явилася можливість знову займатися банківським бізнесом, чим у 1987 році і скористався Давид де Ротшильд, створивши «Rothschild & Cie Banque». З початковим статутним капіталом в $1 мільйон і трьома найманими працівниками банк Ротшильда незабаром став одним з основних інвестиційних банків Франції і Європи.
У 2003 році після відставки сера Евеліна де Ротшильда, голови лондонського відділення сімейного банку «N M Rothschild & Sons», французьке і британське відділення об'єдналися під назвою «Rothschild Group», нове відділення очолив Давид де Ротшильд. У 2007 році британська частина сімейства Ротшильда продала свою частку французьким родичам, які встановили стовідсотковий контроль над сімейним банком.

## Цікаві факти
Давид де Ротшильд володіє часткою Château Lafite Rothschild — ґуральні, що виробляє всесвітньо відомі вина.
Емманюель Макрон, чинний президент Франції, працював під керівництвом Давида де Ротшильда в банку Rothschild & Cie Banque. В період роботи в банку отримав прізвисько «Моцарт фінансів» за проведення успішної операції з придбання Nestle підрозділу Pfizer за 12 млрд євро у 2012 році. 